# Крайнык, Богдан Иванович
Богдан Иванович Крайнык (укр. Богдан Іванович Крайник; 1930 — 2004) — советский, украинский врач-фтизиатр. Народный врач СССР (1988).

## Биография
Родился 16 марта 1930 года.
В 1953 году окончил Станиславский государственный медицинский институт.
С 1953 года работает в Ивано-Франковской области: главный врач Ценявского противотуберкулёзного диспансера, с 1971 — заведующий отделением Коломыйского районного противотуберкулёзного диспансера.
Умер 19 декабря 2004 года.

## Звания и награды
- Народный врач СССР (1988)